# Départ à zéro
Pour plus de détails, voir Fiche technique et Distribution.
Départ à zéro est un film français réalisé en 1941 par Maurice Cloche, sorti en 1942.

## Fiche technique
- Titre : Départ à zéro
- Réalisation : Maurice Cloche
- Scénario et dialogues : Robert Destez
- Photographie : André Thomas
- Son : Robert Sanlaville
- Musique : Yves Baudrier
- Société de production : Centre Artistique et Technique des Jeunes du Cinéma
- Pays d'origine :  France
- Format : Noir et blanc - 16 mm[1]
- Durée : 90 minutes
- Dates de sortie en France :
  - (à Vichy) : décembre 1941 (cf. Le Figaro, 5 décembre 1941). 
    - (à Nice) : 8 janvier 1942 [2]
    - (à Lyon) : 23 février 1943

## Distribution
- Madeleine Sologne - Christine
- Robert Berri - Henri
- Gaby Andreu - Stella
- Maurice Baquet - Colibri
- Yves Deniaud - Jules
- Félix Oudart - Le prof
- Jean Daurand - Coco
- Georges Lannes - L'inspecteur Gaspard
- Jacques Tarride - Malicart
- Jean Mercanton - Eloi
- Michel Marsay - Martial